# Hoàn Lão

Hoàn Lão

Hoàn Lão is een thị trấn en tevens de hoofdplaats in het district Bố Trạch, een van de districten in de Vietnamese provincie Quảng Bình. Hoàn Lão heeft ruim 6850 inwoners (1999) op een oppervlakte van 5,7 km².
HoanLao ligt op 13 km ten noorden van de provinciale hoofdstad Dong Hoi en 30 km ten zuiden van Phong Nha-Ke Bang.

## Geschiedenis
Hoàn Lão is in 1986 opgericht.

## Verkeer en vervoer
Đông Phú ligt aan de Quốc lộ 1A.